# Kościół św. Wawrzyńca i klasztor kapucynów w Zakroczymiu

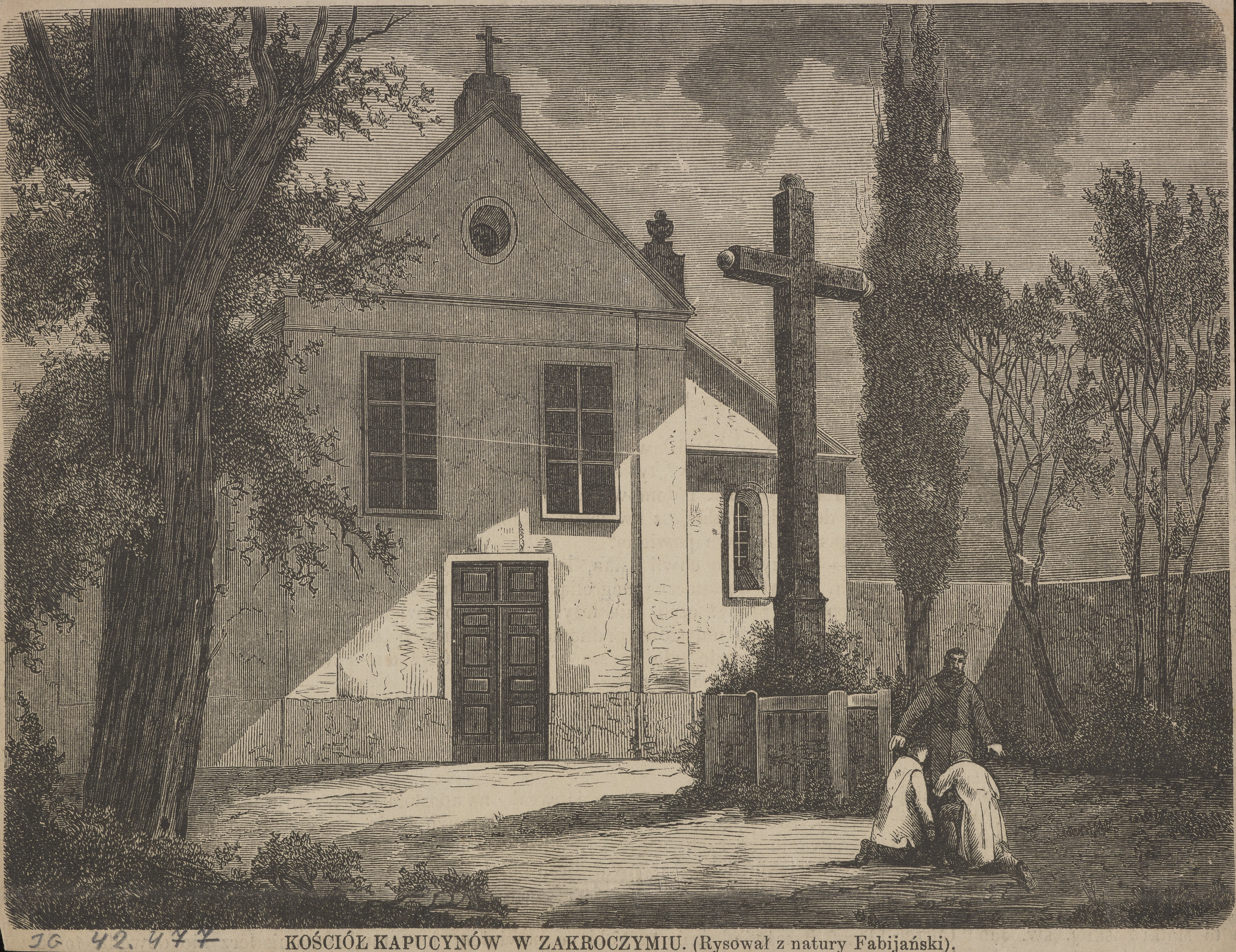
Kościół na grafice z XIX w.

Kościół św. Wawrzyńca i klasztor kapucynów – zespół klasztorny w Zakroczymiu, należący do prowincji warszawskiej zakonu braci mniejszych kapucynów.
Zespół klasztorny został wzniesiony w latach 1757–1765 i składa się z kościoła św. Wawrzyńca i przyległego klasztoru. W czasie wojen napoleońskich oraz podczas oblężenia twierdzy Modlin w czasie powstania listopadowego (1830–1831), kościół i klasztor zostały zniszczone. W refektarzu klasztornym w dniach 11–20 września 1831 obradował rząd i powstańczy Sejm (co upamiętniono tablicą). W 1871 władze carskie ograniczyły działalność zakonników do sprawowania mszy i spowiadania. 8 czerwca 1892 nastąpiła kasata klasztoru przez władze rosyjskie. 31 lipca 1932 kapucyni ponownie objęli klasztor w posiadanie. We wrześniu 1939 i w sierpniu 1944 kościół i klasztor zostały zniszczone. Klasztor posiada małe muzeum sztuki sakralnej.
W latach 1864–1892 w klasztorze przebywał bł. Honorat Koźmiński. Przez kilka lat (od 1968 do 1997) ojciec Benignus Sosnowski prowadził w klasztorze działalność na rzecz walki z alkoholizmem i uzależnieniem od leków, czym rozsławił klasztor na świecie (początkowo był to Dom Rekolekcyjny Duszpasterstwa Trzeźwości, obecnie jest to Ośrodek Apostolstwa Trzeźwości). 
W ołtarzu głównym kościoła znajduje się obraz Męczeństwo św. Wawrzyńca namalowany przez Szymona Czechowicza.